# Unbreakable (canción de Michael Jackson)
«Unbreakable» (en español: «Irrompible») es la primera canción del álbum de estudio Invincible de Michael Jackson, pensada para ser lanzada como primer sencillo, fue aplazado a 4º sencillo y finalmente cancelado debido al boicot por parte del sello Sony Music. Solo existió una versión promocional en vinilos de doce pulgadas. En esta canción se incluye un rap interpretado por The Notorious B I G. Esta es la segunda vez que el compositor The Notorious B.I.G. aparece en una canción de Jackson, como ya había sucedido en «This Time Around», canción y sencillo del álbum HIStory (1995).

## Video musical
El vídeo musical iba a transcurrir en una terraza de un edificio en obras, unos matones llevan a Michael hasta el borde dejándolo caer, tras la caída estrepitosa, a simple vista mortal, comenzarían a unirse las partes de su cuerpo mientras se convertía en fuego, bailando en llamas las extremidades del cuerpo se iban uniendo, con una coreografía que sería realmente inolvidable. Debido al boicot por parte de Sony Music, nunca se dio a conocer este video, y Jackson aún tenía un gran presupuesto para el video.

## Anulación del sencillo
Jackson pensaba a «Unbreakable» como el primer sencillo del álbum de estudio, con un video musical (según rumores, dirigido por George Lucas) que lo acompaña. Sony, sin embargo, publicó 
«You Rock My World» y «Cry» como los primeros sencillos, mientras que «Unbreakable», «Break of Dawn, «Whatever Happens», «Invincible», «The Lost Children» y «Heaven Can Wait» fueron cancelados, como así también cualquier otra promoción. Tres meses después del lanzamiento de Invincible, Sony decidió dejar de promover el álbum de Jackson. La salida del sencillo Unbreakable» como sencillo fue cancelado.
La canción fue incluida en el box set de edición limitada: Michael Jackson: The Ultimate Collection. Posteriormente, fue incluida en el álbum recopilatorio Scream en 2017, conformando la décima pista.